# Крішчор (комуна)
Крішчор (рум. Crișcior) — комуна у повіті Хунедоара в Румунії. До складу комуни входять такі села (дані про населення за 2002 рік):
- Барза (202 особи)
- Валя-Арсулуй (58 осіб)
- Здрапць (971 особа)
- Крішчор (3046 осіб) — адміністративний центр комуни

Комуна розташована на відстані 315 км на північний захід від Бухареста, 27 км на північ від Деви, 92 км на південний захід від Клуж-Напоки, 132 км на схід від Тімішоари.

## Населення
За даними перепису населення 2002 року у комуні проживали 4277 осіб.
Національний склад населення комуни:
| Національність | Кількість осіб | Відсоток |
| -------------- | -------------- | -------- |
| румуни         | 4182           | 97,8%    |
| цигани         | 55             | 1,3%     |
| угорці         | 28             | 0,7%     |
| німці          | 10             | 0,2%     |
| словаки        | 1              | < 0,1%   |

Рідною мовою назвали:
| Мова      | Кількість осіб | Відсоток |
| --------- | -------------- | -------- |
| румунська | 4250           | 99,4%    |
| угорська  | 22             | 0,5%     |
| німецька  | 3              | 0,1%     |
| словацька | 2              | < 0,1%   |

Склад населення комуни за віросповіданням:
| Релігія            | Кількість осіб | Відсоток |
| ------------------ | -------------- | -------- |
| православні        | 4118           | 96,3%    |
| римо-католики      | 42             | 1,0%     |
| баптисти           | 13             | 0,3%     |
| п'ятдесятники      | 10             | 0,2%     |
| реформати          | 7              | 0,2%     |
| адвентисти         | 4              | 0,1%     |
| не релігійні       | 3              | 0,1%     |
| греко-католики     | 2              | < 0,1%   |
| атеїсти            | 2              | < 0,1%   |
| мусульмани         | 1              | < 0,1%   |
| не вказали релігію | 5              | 0,1%     |